# Hitman: Absolution
Hitman: Absolution is het vijfde deel uit de reeks videogames van Hitman. Het is te verkrijgen op PS3, Xbox 360 en PC en kwam in de winkel op 20 november 2012, de 47ste week van het jaar, wat verwijst naar de codenaam van het personage in het spel, Agent 47.
Het is een actie/avontuur-spel waarbij het de bedoeling is om een bepaald doelwit te vermoorden. Men kan dit doen op verschillende manieren, ofwel men vermoordt gewoon iedereen die op zijn pad komt, ofwel men gaat stilletjes en ongezien te werk.
Op 11 Januari 2019 is de game samen met Hitman Blood Money uitgebracht op de Playstation 4 & Xbox One als Hitman HD Enhanced Collection

## Gameplay
Het spel heeft een verhaaloptie (traditionele single-player gameplay) en een online optie (multiplayer). Nieuw is in vergelijking met de vorige edities in deze reeks is de "instinct mode", waarmee Agent 47 door muren kan kijken en NPC's kan zien. Ook kan hij daarmee voorspellen welke route ze waarschijnlijk zullen volgen. Dit is min of meer vergelijkbaar met de "sonar vision" in Tom Clancy's Splinter Cell: Conviction of als de "detective mode" in Batman: Arkham Asylum.

## Verhaallijn
Het verhaal begint met de missie waarin Agent 47 Diana Burnwood moet vermoorden, die vroeger nog zijn leven gered heeft. Als laatste verzoek vraagt Diana nog om Victoria te beschermen, hij doet dit en wordt daarom door zijn huidige opdrachtgever als verrader beschouwd. Hij zet Victoria af bij een aantal nonnen, wat volgens hem bij de veiligste plaatsten van de stad hoort.

## Pre-order bonus
Als het spel op voorhand besteld werd, kreeg de koper een bonus: Benelux-limited edition. hierbij krijgt de speler drie verschillende outfits, met bijpassende wapens, voor Agent 47, die bruikbaar zijn in de online-optie.

## Ontvangst
| Geaggregeerde scores |                                        |
| Aggregeerder         | Score                                  |
| GameRankings         | (pc) 76,13% (PS3) 84,83% (X360) 79,29% |
| Metacritic           | (pc) 78/100 (PS3) 83/100 (X360) 79/100 |
| Reviews scores       |                                        |
| Uitgave              | Score                                  |
| Power Unlimited      | 96/100                                 |
| FOK!                 | 6,5/10                                 |
| Gamer.nl             | 8/10                                   |